# Endoxocrinus wyvillethomsoni
Endoxocrinus wyvillethomsoni is een zeelelie uit de familie Isselicrinidae.
De wetenschappelijke naam van de soort werd in 1870 gepubliceerd door John Gwyn Jeffreys.